# جون س. كولينز
جون س. كولينز (بالإنجليزية: John Clements Collins)‏ هو فيزيائي نظري وفيزيائي بريطاني، ولد في 8 ديسمبر 1949 في كولشيستر في المملكة المتحدة.